# Trompeta piccolo
La trompeta piccolo  es más pequeña que el resto de las trompetas y suena una octava más aguda que la trompeta en si-bemol mezzo-soprano y con ella se toca con mayor seguridad y facilidad en el registro agudo. No se debe confundir con la trompeta pocket.

## Diseño
El tubo de la trompeta piccolo es exactamente la mitad de largo que el de una trompeta en si-bemol ordinario. Tiene cuatro pistones, aunque existen modelos con tres pistones. El cuarto pistón desempeña la función de transpositor y baja 5 semitonos la afinación de la trompeta. Esto amplía la gama de notas graves y proporciona digitación alternativa y mejora la entonación de algunas notas.
La trompeta afinada en Re recibe el nombre de trompeta de Bach y fue construida en 1890 por el fabricante de instrumentos belga Victor Mahillon para interpretar partes de las obras de Bach y Händel.
La trompeta piccolo moderna permite a los intérpretes ejecutar partes con dificultad para trompeta de la música barroca, como el Concierto de Brandeburgo n.º 2 o la Misa en si menor. Adolf Scherbaum fue el primero en especializarse en el repertorio de trompeta piccolo y descubrir nuevas obras barrocas, haciendo transcripciones originales. Maurice André elaboró más tarde el repertorio moderno para trompeta piccolo, tocando el instrumento durante 50 años.
La técnica de producción del sonido es básicamente la misma que utilizan las trompetas afinadas en Si ♭. La presión del aire y la lengua son diferentes y algunos trompetistas utilizan una boquilla más pequeña para la trompeta piccolo.
El solo de trompeta piccolo el tema de The Beatles "Penny Lane", que introdujo el instrumento a la música pop, fue interpretado por David Mason. Paul McCartney no estaba satisfecho con los primeros intentos de la canción instrumental (uno de los cuales se estrenó en Anthology 2) y se decidió a utilizar el instrumento después de haber oído el rendimiento de Mason en la radio de la BBC del segundo Concierto de Brandenburgo y le pidió a George Martin usar la "tremendamente alta" trompeta. Finalmente, Mason grabó el solo de trompeta piccolo en A. El uso del instrumento es ahora común en muchos géneros musicales. Maurice André, Otto Sauter, Guy Touvron, Reinhold Friedrich, Adolf Scherbaum, Markus Stockhausen, Wynton Marsalis y Hakan Hardenberger son algunos intérpretes famosos de trompeta piccolo.